# 圖拉瓦湖
50°43′19″N 18°07′48″E / 50.72194°N 18.13000°E

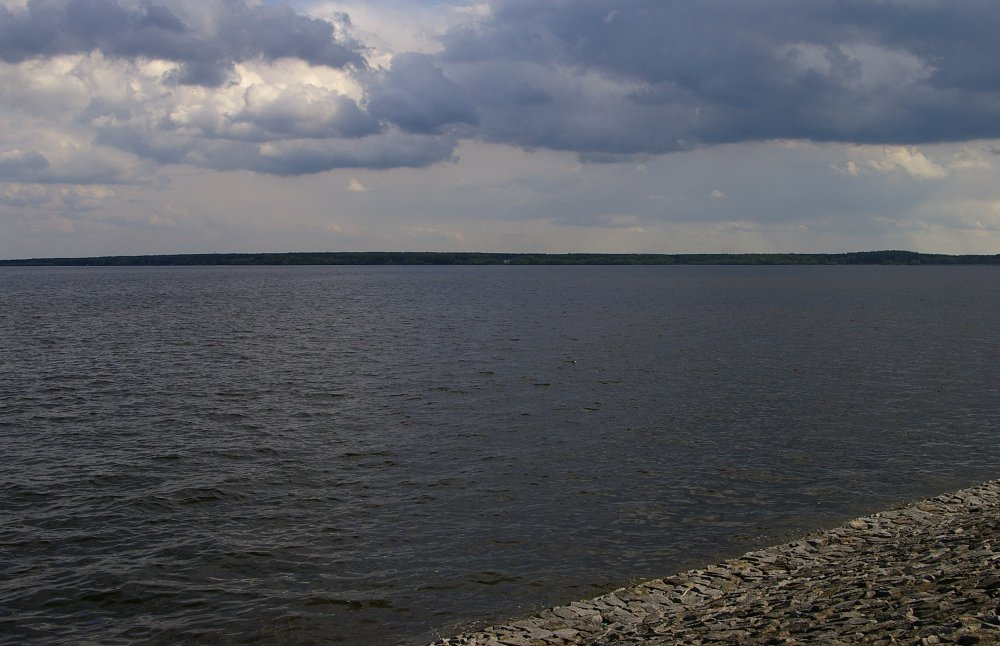

圖拉瓦湖是波蘭的水庫，位於該國南部奧波萊省，處於小帕內夫河，面積24平方公里，平均水深5米，最大水深13米，蓄水量1.08億立方米，附近城鎮有奧濟梅克。